# Jean Schoen

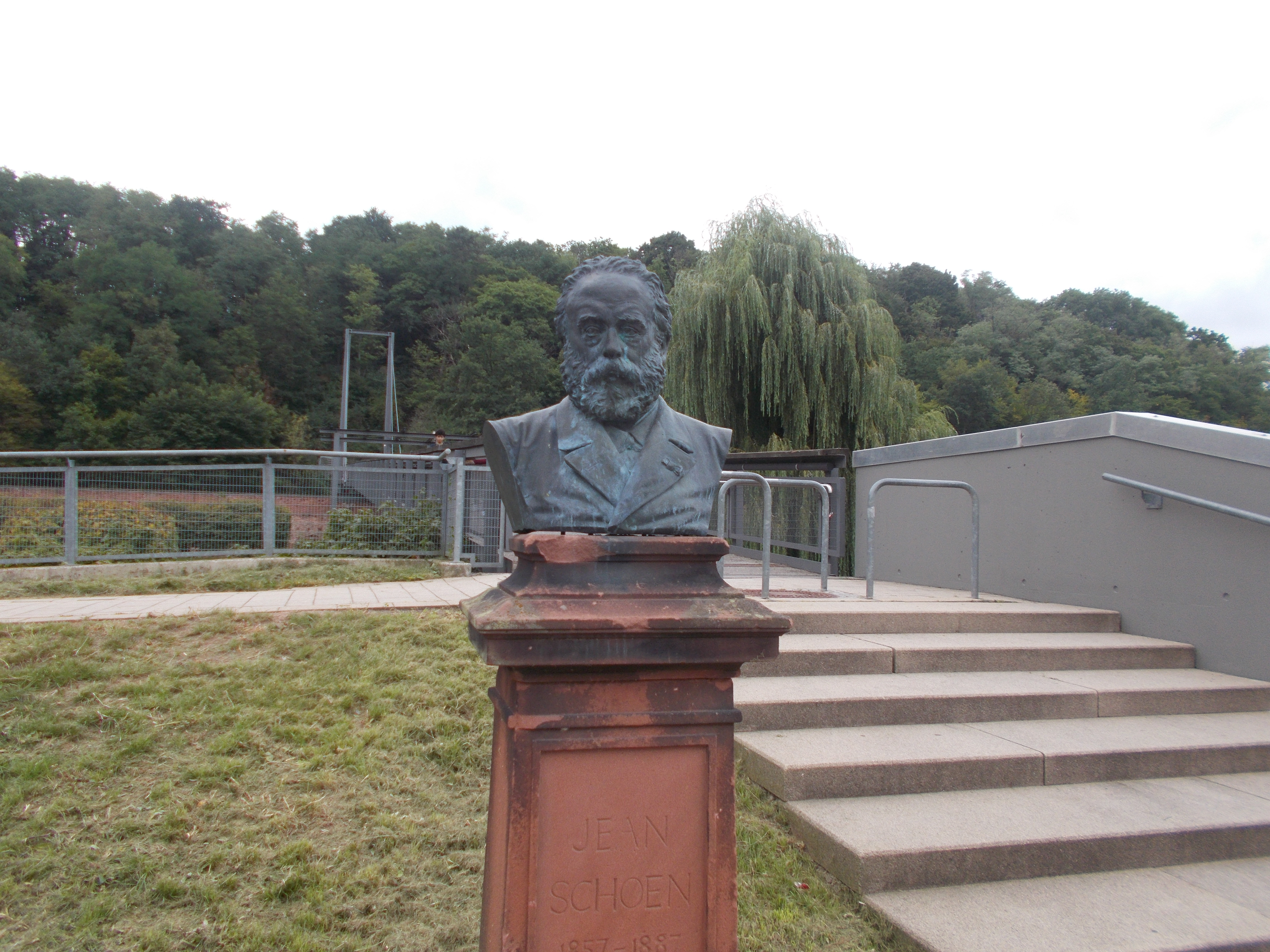
Büste von Jean Schoen an der Kammgarnspinnerei Kaiserslautern

Jean Schoen (* 15. April 1825 in Mülhausen; † 28. Februar 1887 in Kaiserslautern) war technischer Leiter der Kammgarnspinnerei Kaiserslautern.
Der Sohn des Fabrikanten Jean Schoen aus Mülhausen im Elsass war ab Gründung der Kammgarnspinnerei 1857 deren erster technischer Leiter. Unter seiner Leitung wurde das Unternehmen zum erfolgreichsten Kaiserslauterns und zum europaweit größten seiner Art. Schoen war maßgeblich an der Errichtung einer Arbeitersiedlung im damaligen Stadtteil Kotten beteiligt.
Jean Schoen heiratete im November 1882 Anna Luise Simon, die Tochter des Gymnasialdirektors Karl Jakob Simon aus Kaiserslautern.
1872 erhielt er die Ludwigsmedaille, 1882 wurde ihm der Titel Kommerzienrat verliehen. Schoen starb 1887 im Alter von 62 Jahren und hinterließ die Jean-Schoen-Stiftung, die die Altersversorgung der Angestellten der Kammgarnspinnerei sichern sollte.
Der vordere Teil der Gartenschau Kaiserslautern, der durch Abriss einiger Werkhallen der Kammgarnspinnerei entstand, wird als Jean-Schoen-Park bezeichnet, eine dortige Veranstaltungshalle wurde ebenfalls nach ihm Jean-Schoen-Halle benannt. In unmittelbarer Nähe ist nach Schoen auch die Schoenstraße auf dem Gelände der Kammgarnspinnerei benannt; an der Straße befindet sich eine Büste des Unternehmers.